# OV Geminorum
OV Geminorum (OV Gem / 33 Geminorum / HD 49606 / HR 2519) es una estrella variable situada en la constelación de Géminis de magnitud aparente media +5,87. Se encuentra a aproximadamente 926 años luz de distancia del sistema solar.
Catalogada como gigante blanco-azulada de tipo espectral B7III o como subgigante de tipo B6IV, OV Geminorum es una estrella peculiar cuya anómala composición química permite englobarla dentro de dos clases de estrellas distintas. En primer lugar, está considerada una estrella Bw o estrella con líneas débiles de helio, cuya abundancia superficial de este elemento es particularmente baja. En segundo lugar, es una estrella de mercurio-manganeso; con una temperatura efectiva de 14.400 K, es considerada frecuentemente la estrella más caliente dentro de esta clase.
OV Geminorum brilla con una luminosidad 776 veces mayor que la luminosidad solar y su radio es 4,2 veces más grande que el del Sol. Su velocidad de rotación es de 19,5 km/s, siendo este un límite inferior, ya que la velocidad real depende de la inclinación del eje de rotación respecto a nosotros. Tiene una masa aproximadamente 5 veces mayor que la masa solar.
Con una variación en su brillo de 0,01 magnitudes, está clasificada como una estrella variable SX Arietis. Estas son variables Alfa2 Canum Venaticorum de elevada temperatura, estando tipificadas por la estrella α Sculptoris.